# Старбрук, Дэвид
Дэвид Старбрук (англ. David Collin Starbrook; род. 9 августа 1945, Кройдон, Большой Лондон) — британский дзюдоист, призёр чемпионатов Европы, мира и Олимпийских игр.

## Карьера
Выступал в средней (до 80 кг) и полутяжёлой (до 93 кг) весовых категориях. Победитель и призёр международных турниров. Серебряный (1973) и бронзовый (1974, 1975) призёр чемпионатов Европы. Бронзовый призёр чемпионатов мира 1971 и 1973 годов.
На летних Олимпийских играх 1972 года в Мюнхене Старбрук последовательно победил швейцарца Фредерика Кибурца, француза Пьера Альбертини, советского дзюдоиста Шота Чочишвили и американца Джеймса Вули. В финале Старбрук уступил Шота Чочишвили и завоевал серебро Олимпиады.
На следующей Олимпиаде в Монреале Страбрук завоевал бронзовую медаль.